# Tsarahonenana Sahanivotry
Tsarahonenana Sahanivotry is een plaats en commune in het centrum van Madagaskar, behorend tot het district Antsirabe II, dat gelegen is in de regio Vakinankaratra. Tijdens een volkstelling in 2001 telde de plaats 14.295 inwoners.
De plaats biedt naast lager onderwijs ook middelbaar onderwijs aan. 98 % van de bevolking werkt als landbouwer en 2 % houdt zich bezig met veeteelt. Het belangrijkste landbouwproduct is fruit; andere belangrijke producten zijn aardappelen en rijst.
- Library of Congress Control Number: n79095053
- Nationale Bibliotheek van Israël: 987007550232505171
- Virtual International Authority File: 128994130